# Stellaria martjanovii
Stellaria martjanovii är en nejlikväxtart som beskrevs av Porphyriy Nikitich Krylov. Stellaria martjanovii ingår i släktet stjärnblommor, och familjen nejlikväxter. Inga underarter finns listade i Catalogue of Life.